# 테슬라 모델 Y
 테슬라 모델 Y는 테슬라의 소형 크로스 오버 유틸리티 차량 (CUV)이다. 테슬라는 2019년 3월에 이를 공개했고, 2020년 1월 캘리포니아 프리몬트 공장에서 생산을 시작했으며 2020년 3월 13일에 납품을 시작했다.
모델 3 플랫폼을 기반으로 한 두 번째 차량이며, 7인승 좌석을 위한 3열 좌석 옵션을 제공한다.2020년 4분기에 양산될 것으로 계획되어 있다.
모델 Y에는 일반, 장거리, 듀멀 모터 전륜구동 장거리, 퍼포먼스의 총 4가지 파워 트레인이 있다. 현재 롱레인지 AWD 모델과 퍼포먼스 모델이 판매되고 있으며 일반 모델은 2021년 초에 판매될 것으로 예상된다. RWD 파워 트레인은 EPA 운행 거리 제한 (250 마일 미만)으로 인해 2020년 7월 초 파워 트레인 라인업에서 제외되었다. 이는 제품 발표시 기본 가격을 낮추기 위해서 광고 목적으로 파워 트레인에 포함되었다는 추측성 여론이 있다. 이 논란은 테슬라가 발표 당시 일반 RWD 모델 Y의 범위가 230마일이라고 발표한 사실로 인해 다시금 입에 오르고 있다.
모델Y는 더 큰 모델인 중형 테슬라 모델 X 보다 작은 크기의 소형 세그먼트를 담당한다.

## 역사
2013년, 테슬라가 '모델 Y'의 상표를 출원하였다.
2015년, 일론 머스크가 팔콘 윙 도어가 있는 모델3 기반 모델Y의 출시를 예고했다.
2017년 6월, 연례 총회에서 모델Y의 실루엣이 테슬라의 주주들에게 공개되었다. 일론 머스크는 테슬라 차량의 수요를 페레몬트 공장이 따라가지 못하고 있기 때문에 다른 공장의 생산라인에서 생산될 예정임을 언급했다.
2018년 6월, 머스크가 새로운 실루엣을 공개했다. 새로운 이미지를 통해 모델Y가 2019년 3월에 공식적으로 발표될 것이라고 하였다. 모델 Y의 발표는 2018년에 계획되었지만, 모델 3의 생산 문제로 인해 2019년으로 미루어졌다. 일론 머스크는 2018년 10월 모델 Y의 첫 번째 생산 버전에 대한 최종 디자인을 승인했지만 2020년까지 생산이 시작되지 않을 것이라고 밝혔다 2019년 3월 3일, 일론 머스크는 여러 가지 트윗을 통해 공개 이벤트를 발표하고 사양을 공개했다. 모델 X에 사용된 팔콘 윙 도어와 달리 표준형 도어를 사용할 것이라고 언급했다.
일론 머스크는 2019년 3월 14일 캘리포니아 호손에 위치한 테슬라 디자인 스튜디오에서 테슬라 모델 Y를 공개했다. 발표 후, 여러 모델 Y 차량의 시험 운전도 제공되었다. 차량 크기 때문에 모델 Y는 모델 3보다 많은 에너지를 소비하므로 범위가 짧다. 페레몬트 공장은 모델 Y의 생산이 가능하도록 생산 설비가 변경되었다.
2019년 11월, 테슬라는 테슬라 모델 Y가 기가 팩토리 베를린에서 조립될 첫 차량이 될 것이라고 발표했다.
테슬라는 2020년 1월 29일 2019년 4분기 실적 보고서에서 모델 Y 생산이 이미 페레몬트 공장에서 시작되었으며 이제 전륜구동으로 프리미엄 버전을 주문할 수 있고, 모델 Y의 인도가 2020년 1분기에 시작될 것이라고 발표하였다.
2020년 3월 13일, 테슬라는 모델 Y를 처음 인도하고, 사용 설명서를 출판했다.

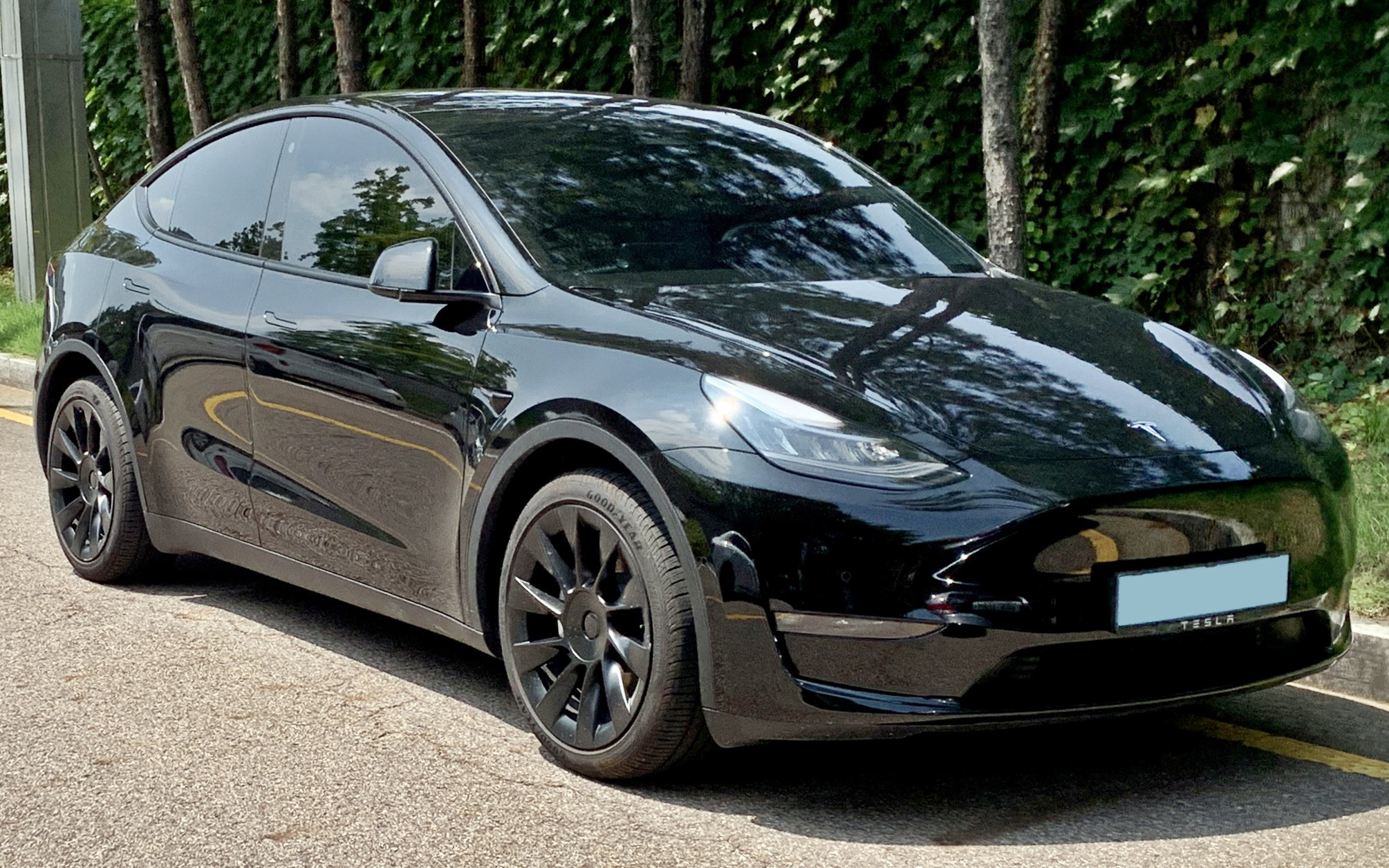
정측면

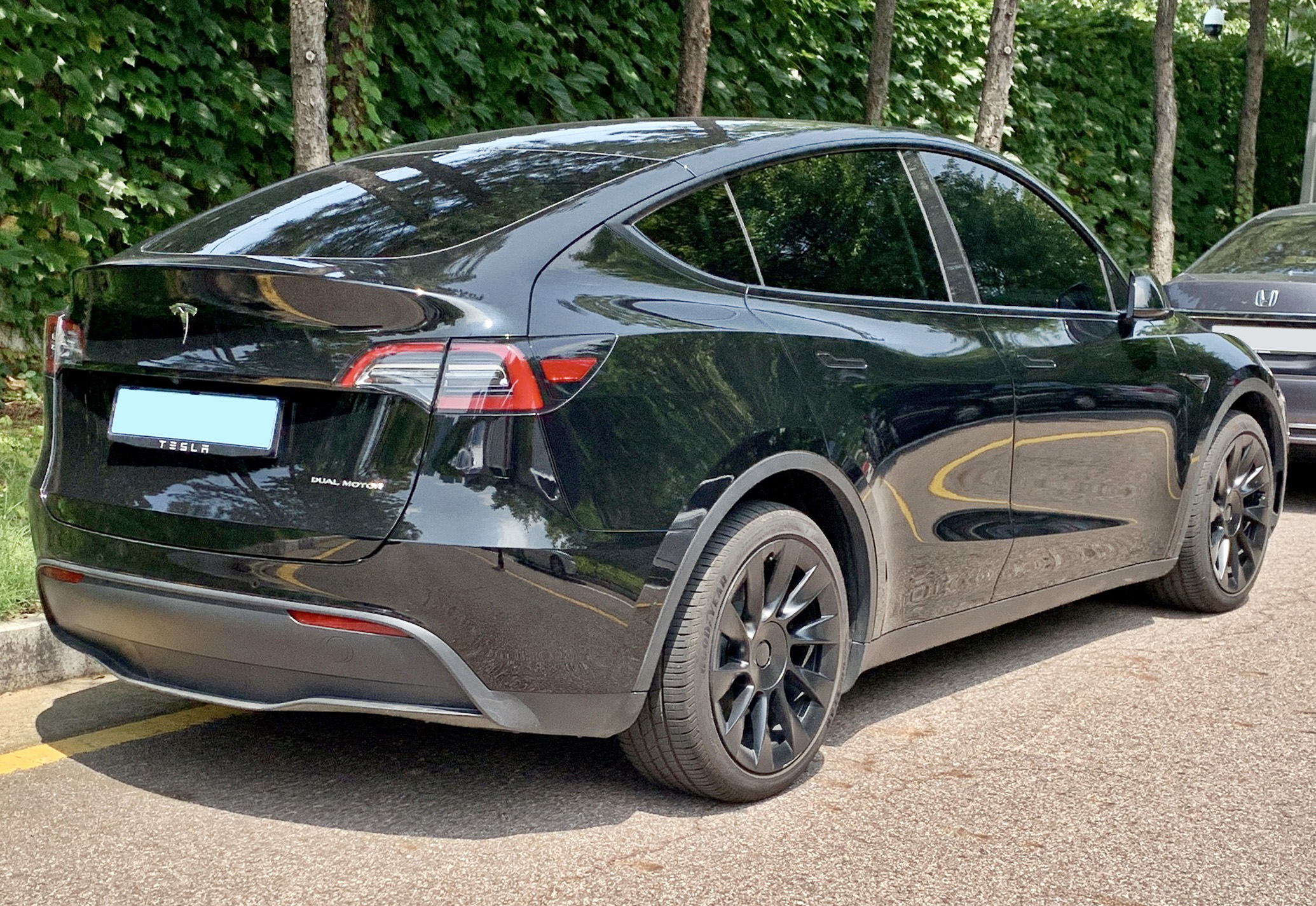
후측면

## 사양
| 배터리                  | 스탠다드                                                                          | 롱레인지                                                                          | 롱레인지                                                                          | 롱레인지                                                                          | 롱레인지                                                                          |
| 파워 트레인             | RWD                                                                               | RWD                                                                               | AWD                                                                               | 퍼포먼스                                                                          | 퍼포먼스+                                                                         |
| ----------------------- | --------------------------------------------------------------------------------- | --------------------------------------------------------------------------------- | --------------------------------------------------------------------------------- | --------------------------------------------------------------------------------- | --------------------------------------------------------------------------------- |
| 기본 가격 (미국 기준)   | $ 39,000                                                                          | $ 48,000                                                                          | $ 49,990                                                                          | $ 59,990                                                                          | $ 60,990                                                                          |
| 운행 거리 ( EPA )       | 230 마일 (370 km)                                                                 | 300 마일 (483 km)                                                                 | 316 마일 (509 km)                                                                 | 315 마일 (507 km)                                                                 | 280 마일 (451 km)                                                                 |
| 운행거리 ( WLTP )       | 242 마일 (389 km)                                                                 | 336 마일 (541 km)                                                                 | 314 마일 (505 km)                                                                 | 298 마일 (480 km)                                                                 |                                                                                   |
| 가속력 (0~97 km/h)      | 5.9 초 (테슬라측 주장)                                                            | 5.5 초 (테슬라측 주장)                                                            | 4.8 초 (테슬라측 주장)                                                            | 3.5 초 (테슬라측 주장)                                                            | 3.5 초 (테슬라측 주장)                                                            |
| 최고 속도               | 120 mph (193 km/h)                                                                | 130 mph (209 km/h)                                                                | 135 mph (217 km/h)                                                                | 145 mph (233 km/h)                                                                | 155 mph (249 km/h)                                                                |
| 배송 예정일 (미국 기준) | 취소됨                                                                            | 대기중                                                                            | 2020년 3월                                                                        | 2020년 3월                                                                        | 2020년 3월                                                                        |
| 드래그                  | 0.23                                                                              | 0.23                                                                              | 0.23                                                                              | 0.23                                                                              | 0.23                                                                              |
| 트렁크 용량             | 1,926L : 뒷좌석이 아래로 내려간 상태에서 최대 크기 + 트렁크 + 앞쪽 트렁크(프렁크) | 1,926L : 뒷좌석이 아래로 내려간 상태에서 최대 크기 + 트렁크 + 앞쪽 트렁크(프렁크) | 1,926L : 뒷좌석이 아래로 내려간 상태에서 최대 크기 + 트렁크 + 앞쪽 트렁크(프렁크) | 1,926L : 뒷좌석이 아래로 내려간 상태에서 최대 크기 + 트렁크 + 앞쪽 트렁크(프렁크) | 1,926L : 뒷좌석이 아래로 내려간 상태에서 최대 크기 + 트렁크 + 앞쪽 트렁크(프렁크) |

### 히트 펌프
모델 Y는 실내 난방을 위해 열선 대신 열펌프를 사용하는 최초의 테슬라 자동차이다. ( 닛산 리프, BMW i3 EV, 재규어 I-페이스, 아우디 e-tron 및 기아 니로와 같은 차량이 열 펌프를 난방 시스템으로 채용하고 있다. ) 추운 날씨에 모델 Y의 열펌프는 다른 테슬라 자동차의 열선 가열보다 최대 300 % 더 효율적이다. 이 덕분에 추운 날씨에 모델 Y는 다른 테슬라 차량에 비해 더 긴 운행거리를 가진다. 열선 난방을 사용하는 전기 자동차는 추운 날씨(-20'C 미만)에 최대 40%가량 운행거리를 손실할 가능성이 있다.

### 지속 가능성
모델 Y는 지속 가능성이 매우 높은 자재들로 제작되었다.
- 각 재료는 제작자에 대한 피해를 최소화한다. 대표적으로 차량에 크롬 소재를 제거하게 되면 공장 내 근로자들의 건강문제를 줄일 수 있다.[42]
- 도어 모듈은 이전 테슬라 차량보다 재활용이 더 쉽도록 제작되었다.[40]
- 페인트 사용이 최소화되었다.